# François Maingoval
Pour les articles homonymes, voir Maingoval.
François Maingoval dit Maingoval, né le 5 mai 1975 à Uccle dans l’arrondissement de Bruxelles-Capitale, est un ingénieur civil et scénariste de bande dessinée belge, principalement connu pour sa bande dessinée Ada Enigma et sa reprise de la série Alix.

## Biographie
François Maingoval naît le 5 mai 1975 à Uccle, une commune bruxelloise. Il écrit ses premiers scénarios dès l'âge de 14 ans, et publie deux gags dans le Tintin. Il participe depuis lors à divers fanzines de bande dessinée. Il est aussi créateur et rédacteur en chef de plusieurs d'entre eux, dont l'éphémère et unique numéro du magazine Impayable, publié par Graphic Strip. Parallèlement à des études d’ingénieur à l’École polytechnique de Louvain, il continue à écrire des scénarios pour les magazines Boulevard du Rire et Rue du Sourire. En 1998, il rencontre Vincent Dutreuil sur internet. Dutreuil cherchait un scénariste et leur collaboration aboutit à Les Spectres du Caire, premier album de la série Ada Enigma. S'ensuivent plusieurs nouvelles séries, dont Barbara Wolf, avec Bruno Marivain, L’Empreinte de Satan avec Ziane, et plusieurs one-shots, dont Lovely Trouble et Les Allumeuses. En 2020, une vingtaine d'albums ont été publiés aux éditions Glénat, Dupuis et Casterman. En 2005, Maingoval rejoint l'équipe de Jacques Martin. Il coécrit deux scénarios d'Alix sur base des synopsis de Martin. Il lance ensuite la série Alix Raconte, biographies romancées de personnages de l’Antiquité. Au début des années 2010, il travaille sur de nouvelles séries, dont un album aux éditions participatives Sandawe, Corpus Christi,, un autre sur la vie romancée de Steve Jobs. D'après les chiffres d'Edistat, il aurait vendu 500.000 albums jusqu'en 2020. Il est membre du conseil d'administration du Centre belge de la bande dessinée depuis 2014. Dans le domaine du football, il lance la série Les Diables Rouges - Espoirs avec la complicité de Jean-Marc Krings au dessin et la mise en couleur de Picksel et dont le premier tome Hors Jeu paraît en septembre 2022 chez Kennes Éditions. En 2025, il écrit le one shot historique La Grande Histoire du Château de Versailles pour le même dessinateur, publié aux Éditions Ouest-France.

## Publications
- Ada Enigma, dessins de Vincent Dutreuil, Glénat, coll. « Carrément BD »

1. Les Spectres du Caire, 2000[10],[11],[12]  (ISBN 2-7234-3262-9).
2. La Double Vie d'Ada Enigma, 2001  (ISBN 2-7234-3410-9).
3. Une histoire infernale, 2002  (ISBN 2-7234-3724-8).

- Lovely trouble, dessins de Franckie Alarcon, Glénat, 2005.
- La Clé du mystère, dessins d'Alain Sikorski, Dupuis

1. La Disparition, coscénariste Denis Lapière, 2005.

- Alix, Casterman

1. C'était à Khorsabad, dessins de Christophe Simon et Cédric Hervan, co-scénarisé avec Jacques Martin, 2006

- 26. L'Ibère[17],[18], Casterman, Bruxelles, novembre 2007
Scénario : Jacques Martin, Patrick Weber, François Maingoval - Dessin : Christophe Simon - Couleurs : Matthieu Gauthy, Thierry Faymonville, Hilde Manhaeve, Christophe Fumeux -  (ISBN 978-2-203-31226-5)

- Les Allumeuses, dessins de Cha, Casterman, coll. « KSTЯ », 2007.
- Alix raconte..., Casterman

1. Alexandre le grand, dessins de Jean Torton, 2008
2. Cléopâtre, dessins d'Éric Lenaerts, 2008

- 3. Néron, Casterman, Bruxelles, novembre 2008
Scénario : François Maingoval - Dessin : Yves Plateau - Couleurs : Jean Torton -  (ISBN 978-2-203-30605-9)

#### Livres
: document utilisé comme source pour la rédaction de cet article.
- Jacques Fiérain, « Maingoval, François », dans La BD à Bruxelles et en Brabant, Charleroi, Éd. l'Âge d'or, avril 2003, 144 p., ill. ; 31 cm (ISBN 9782960119664 et 2960119665, OCLC 470388171, présentation en ligne), p. 96.
- Philippe Mellot, Michel Denni, Laurent Turpin et Isabelle Morzadec, Trésors de la bande dessinée : BDM 2022-2023 - Catalogue encyclopédique et Argus, Paris, Les Arènes, novembre 2022, 23e éd., 1677 p., ill. ; 23 cm (ISBN 9791037507280, OCLC 1351462460, présentation en ligne), p. 29, 52, 53, 55, 127, 303, 334, 440, 486, 759, 916. .

#### Articles
- François Maingoval (interviewé par Marc Carlot), « Interviews : Entretien avec François Maingoval », Auracan,‎ 1er décembre 2005 (lire en ligne, consulté le 7 novembre 2024).